# 索恩河畔蓬塔耶
索恩河畔蓬塔耶（法語：Pontailler-sur-Saône，法語發音：[pɔ̃taje syʁ son]）是法国科多尔省的一个市镇，位于该省东部，主城区位于索恩河右岸，属于第戎区。

## 地理
索恩河畔蓬塔耶（47°18'23"N, 5°24'42"E）面积13.17 平方千米，位于法国勃艮第-弗朗什-孔泰大區科多尔省，该省份为法国中东部省份，北起奥布省，西接涅夫勒省和约讷省，南至索恩-卢瓦尔省，东南接汝拉省，东临上索恩省，东北部与上马恩省接壤。
与索恩河畔蓬塔耶接壤的市镇（或旧市镇、城区）包括：索恩河畔马克西利、德朗邦、索恩河畔拉马什、奥尼翁河畔佩里尼、圣莱热-特里耶、维耶尔韦日、翁日。

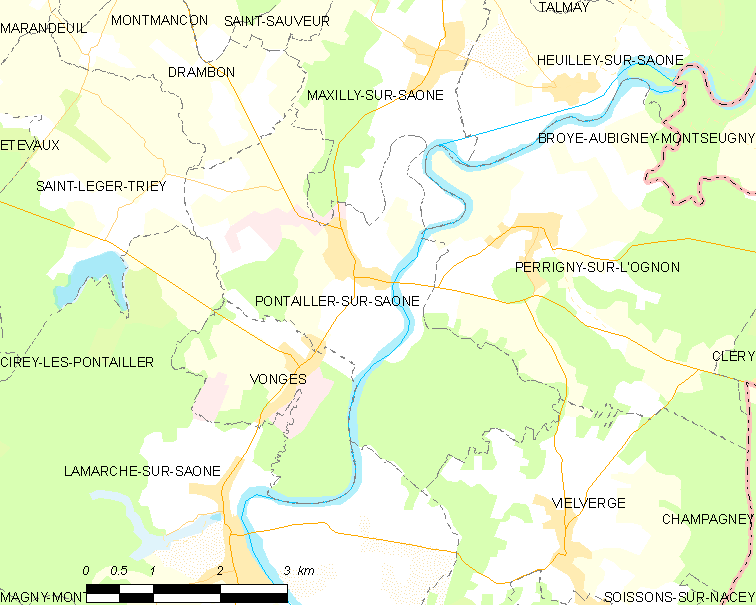
索恩河畔蓬塔耶的OSM定位图

索恩河畔蓬塔耶的时区为UTC+01:00、UTC+02:00（夏令时）。

## 行政
索恩河畔蓬塔耶的邮政编码为21270，INSEE市镇编码为21496。

## 政治
索恩河畔蓬塔耶所属的省级选区为欧克索讷县。

## 人口

1962-2008年间索恩河畔蓬塔耶人口变化图示

索恩河畔蓬塔耶于2022年1月1日时的人口数量为1285人。